# Ateryna
Ateryna (Atherina presbyter) – gatunek morskiej ryby z rodziny aterynowatych (Atherinidae).

## Występowanie
Północno-wschodni Atlantyk od Cieśnin Duńskich po Wyspy Kanaryjskie oraz zachodnia część Morza Śródziemnego.
Żyje w ławicach przy powierzchni wody, jedynie zimą schodzi na większe głębokości.

## Opis
Dorasta do 10-13 (maksymalnie do 20) cm długości. Ciało smukłe, wydłużone. Głowa pokryta łuskami, oczy duże. Pysk spiczasty, otwór gębowy szeroki, skierowany skośnie ku górze sięga prawie do oka. Łuski średniej wielkości, w najdłuższym szeregu wzdłuż ciała jest ich 52–57. Linia boczna niewyraźna. Płetwa grzbietowa dwudzielna, pierwsza z 6–9 cienkimi twardymi promieniami, druga – położona na wysokości płetwy odbytowej – z 1 twardym i 11 miękkimi promieniami. Płetwa ogonowa widlasto wcięta.
Grzbiet zielonkawy, brzuch srebrzyście połyskujący, wzdłuż boków biegnie srebrzysta wstęga o szerokości równej mniej więcej średnicy oka. Brzegi łusek ciemno nakrapiane. Całe ciało lekko prześwitujące.

## Odżywianie
Zjada przede wszystkim skorupiaki planktonowe, oprócz tego również ikrę i larwy ryb.
Ławice ateryn często zatrzymują się i żerują przez dłuższy czas w jednym miejscu.

## Rozród
Trze się od IV do VII w przybrzeżnych partiach wody, często w słonawej lub słodkiej wodzie. Ikra jest zaopatrzona w długie wyrostki czepne, dzięki którym przyczepia się do roślinności zanurzonej lub kamieni. Ateryna żyje 3–4 lat.